# 急性应激反应
急性应激反应（ASR）又称急性壓力反應，是一种反应模式，指有机体受到外界不良因素刺激后，在没有发生特异的病理性损害前，所产生的一系列非特异性应答反应。
急性应激障碍（acute stress disorder，ASD）又称急性壓力疾患，则特指人类，是个体遭受到急剧、严重的精神创伤性事件后数分钟或数小时内产生的一过性精神障碍。
当刺激事件打破了有机体的平衡和负荷能力，或者超过了个体的能力所及，就会体现为壓力。

## 产生原因
应激产生的原因很多，常见的有
- 遗传因素
- 动物机体缺乏硒
- 管理性应激，如对动物进行驱赶或转群
- 过度惊吓
- 对动物进行捕捉
- 采取保定措施
- 动物生活环境过于拥挤

## 产生机理
当受到外界刺激时，机体的交感神经会兴奋，并导致垂体和肾上腺皮质激素分泌增多，引起血糖升高、血压上升、心率加快、呼吸加促等各种功能及代谢的异常。这些反应对机体具有一定的保护作用。

## 心理上的压力和疾病
负面情感状态，比如说焦虑和紧张的感觉，会有对引起身体疾病的发病原的影响，随后会导致对生物学过程的直接的影响，最后会增加疾病的风险。举个例子，当人类在慢性压力下，他们最有可能会导致对生理反应的永久性的变更，最后也会导致疾病。慢性压力是由应激性事件持续在一段相对长时间发生导致的；比如说，长时间照顾痴呆的配偶，或者说经历压倒性的，淹没性的焦点事件，比如性侵犯。
根据实验，当一个健康的人类面对或者接触严重的实验室压力源，他会表现出适应性加强的自然免疫能力，但是会对特异性免疫力功能有一定的抑制性。相对比之下，当健康的人类面对或者接触现实生活中的慢性压力，他会有双相性的免疫反应；也会有对细胞局部性的压抑，和体液功能相符合的低级的非特异性炎。
尽管心理上的压力常常和疾病相关联，大部分健康的个体还是能够保持健康在他们接触慢性压力之后。意思就是说，人类有对潜在压力致病原的易损性的个体差异，主要是着重遗传基因和心理因素的强调。

## 预防及处理办法
- 对于遗传因素可能引起应激的动物，就尽量减少应激。必要时，可以采用抗应激药物进行预防。
- 对于已经发现的应激源应进行移除，停止对动物的应激。
- 已经发生的应激，可以根据应激原因和具体情况，实施相应的药物治疗。

### 引用
1. ↑  . 术语在线. 全国科学技术名词审定委员会. （简体中文）
2. ↑  . 樂詞網. 國家教育研究院 （中文（臺灣））.
3. ↑  The Stress of Life, Hans Selye, New York: McGraw-Hill, 1956.
4. ↑  . 术语在线. 全国科学技术名词审定委员会. （简体中文）
5. ↑  . 樂詞網. 國家教育研究院 （中文（臺灣））.